# Pope (Mississippi)
Pour les articles homonymes, voir Pope (homonymie).
Pope est un village américain situé dans le comté de Panola, dans le Mississippi. Selon le recensement de 2020, sa population est de 268 habitants.